# St Catherine's College, Oxford

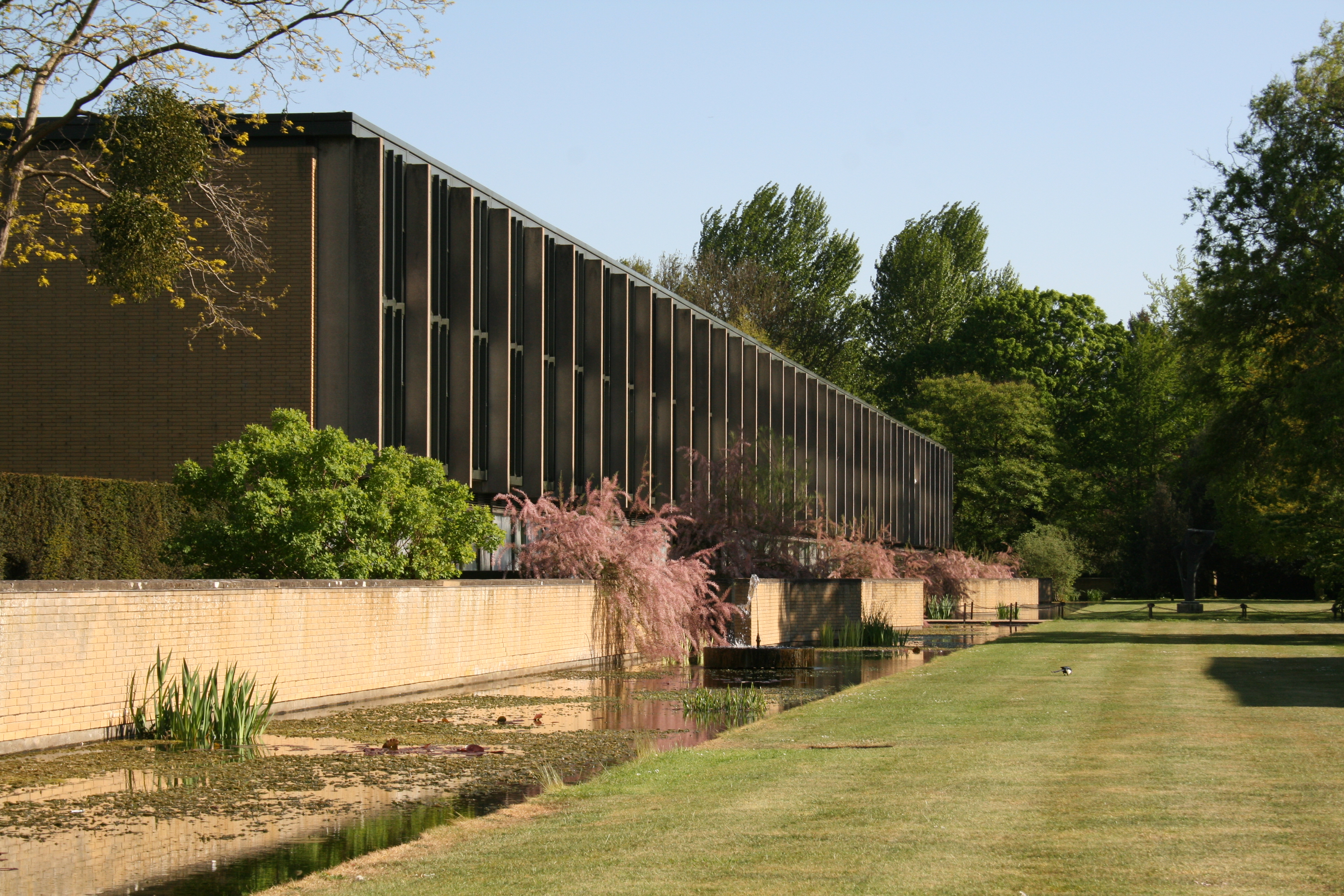
Stcatz East

St Catherine's College (coloquialmente llamado St Catz o Catz) es uno de los colegios mayores constitutivos de la Universidad de Oxford. En 1974, también fue una de las primeras universidades para hombres en admitir mujeres. A finales de 2020 tenía 528 estudiantes de pregrado, 385 estudiantes de posgrado y 37 estudiantes visitantes, lo que la convierte en uno de los colleges más grandes de Oxford o Cambridge. 
Diseñado por el arquitecto danés Arne Jacobsen, el colegio fue construido con un estilo arquitectónico que maximiza el número de habitaciones para estudiantes académicamente calificados que carecían de los recursos financieros para estudiar en Oxford. En septiembre de 2023, se restringió el acceso a áreas del colegio debido a preocupaciones de seguridad en torno al uso de hormigón celular reforzado esterilizado en autoclave (RAAC).
El colegio se desarrolló a partir de la Sociedad de Santa Catalina de la universidad. El historiador Alan Bullock le concedió el estatus pleno de universidad en 1962 y se convirtió en el primer decano y más tarde en vicerrector de la universidad. La decana actual es Kersti Börjars, que asumió el cargo en 2020 y es la primera decana de la universidad.

## Historia
El St Catherine's College de Oxford tiene sus orígenes en 1868. En su primera versión, se estableció como una delegación de Scholares nulli Collegio vel Aulae ascripti, conocida informalmente como "Delegación para estudiantes independientes", se creó en respuesta a la recomendación de una Comisión Real de 1850 de que la universidad estuviera abierta a un sector "mayor y más pobre" de la población. La delegación, al permitir que los estudiantes se matricularan sin pertenecer a un colegio mayor, permitiría a los hombres menos ricos obtener una formación en Oxford sin los costos de ser miembro de un colegio mayor. 
En 1956, la sociedad había desarrollado muchas de las características de una facultad de Oxford y los delegados decidieron formalizar este cambio de estatus obteniendo la aprobación para convertirla en una facultad totalmente residencial dentro de la Universidad de Oxford. Después de adquirir 8 acres (3,2 ha) del Merton College, Oxford en parte de Holywell Great Meadow por 57.690 libras, se solicitó dinero al Comité de Becas Universitarias, quien también acordó aportar 250.000 libras para el edificio y fondos adicionales de hasta 400.000 libras para todas las instalaciones. En 1960, Alan Bullock recaudó otro millón de libras esterlinas con la ayuda de dos industriales, Alan Wilson y Sir Hugh Beaver. Después de un gasto total de 2.5millones, la facultad abrió sus puertas en 1962. En 1974, el St Catherine fue una de las primeras facultades masculinas en admitir mujeres como miembros de pleno derecho, siendo las otras Brasenose, Jesus College, Hertford y Wadham.
De acuerdo con su historia completa, incluida su encarnación más antigua, la facultad celebró su 150 aniversario en el año académico 2018-2019, coincidiendo con el 'Continuum' Ball de 2018. En 2012 se celebró el 50 aniversario de la creación del propio Colegio.

## Edificios

### Edificios originales

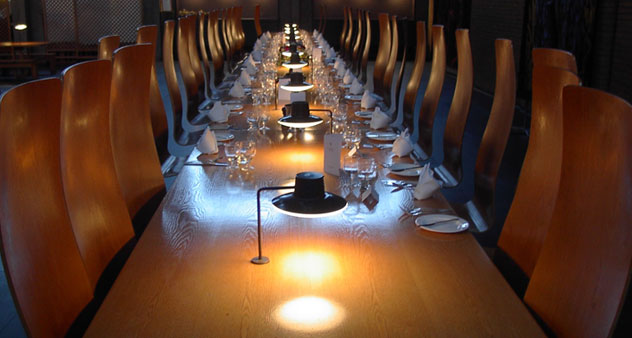
Muebles e iluminación hechos a medida por Jacobsen para el salón

El colegio está ubicado al este del centro de Oxford, a orillas del río Cherwell. Sus edificios de vidrio, ladrillo y hormigón, obra del arquitecto danés Arne Jacobsen, combinan materiales modernos con el diseño tradicional de la universidad de Oxford basado en un cuadrilátero. Jacobsen diseñó todo, incluidos los muebles, los cubiertos, las pantallas de las lámparas y los jardines de la universidad, hasta la elección de las especies de peces para el estanque.
Los edificios originales de Santa Catalina son reconocidos como uno de los ejemplos más distinguidos de arquitectura moderna del mundo, descritos por el historiador de la arquitectura Nikolaus Pevsner como "una pieza arquitectónica perfecta", y se dice que fue el favorito personal del arquitecto entre sus propias obras. Los diseños de Jacobsen para el colegio han sido objeto de varias exposiciones de arte y diseño.  Los edificios universitarios originales recibieron un Grado I de protección en 1993. En 2020, los jardines de la universidad, también diseñados por Jacobsen, fueron actualizados y situados en el más alto nivel de protección por parte de Historic England por su interés histórico y de diseño. 
Los planes de Jacobsen para la universidad no incluían una capilla, lo cual es inusual entre las universidades de Oxford: la iglesia de St Cross en la esquina de Manor Road y Longwall Street cumplía este propósito antes de su clausura en 2008. El concierto de villancicos de Santa Catalina se lleva a cabo ahora en la capilla del Harris Manchester College. La universidad tiene un campanario, particularmente visible porque ninguno de sus edificios universitarios tiene más de tres pisos de altura. Se suponía que se planeó un piso adicional para la mayoría de los bloques de alojamiento, pero debido a las normas relativas a la seguridad en la construcción en zonas pantanosas, este aspecto se eliminó del diseño final. La entrada a la facultad por el jardín acuático fue remodelada por Sir Philip Howell en 1968.

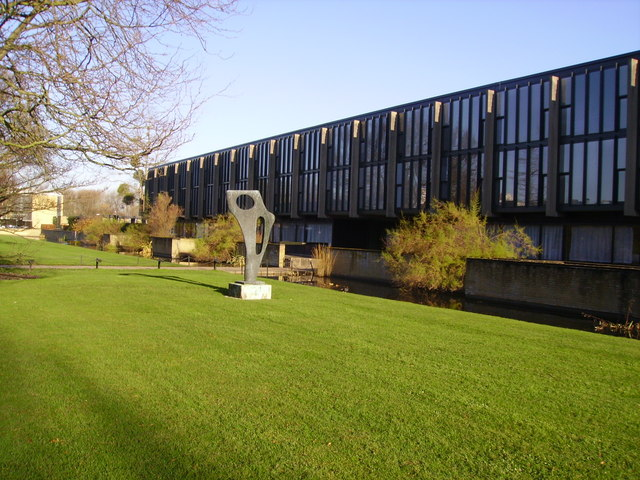
Edificio de alojamiento

El St. Catherine tiene varias salas de conferencias y salas de seminarios, un conservatorio de música, dos salas de informática para estudiantes, un pequeño gimnasio, canchas de squash, una casa de batea, un cobertizo para bicicletas catalogado como Grado I  y una de las salas comunes más espaciosas de Oxford. También hay instalaciones para clases adicionales especialmente diseñadas con salas de conferencias, salas de reuniones y bar, sala de música y aparcamiento disponible para los no estudiantes. El comedor, con capacidad para 350 comensales, tiene la mayor capacidad de cualquier colegio de Oxford.
St. Catherine también tiene una biblioteca con más de 55.000 volúmenes, que utilizan principalmente los estudiantes universitarios de todas las disciplinas que se imparten en el colegio, así como 14 terminales informáticas. Los estudiantes de derecho tienen recursos adicionales ubicados en la biblioteca de derecho de la facultad, que se encuentra en el edificio Bernard Sunley. La mayoría de las tutorías se llevan a cabo en el colegio, aunque algunos estudiantes universitarios pueden ser enviados a otros colegios. Para obtener recursos adicionales, el colegio se encuentra junto a la Biblioteca de Ciencias Sociales de Oxford y la Facultad de Derecho de la Universidad de Oxford, que los estudiantes matriculados pueden utilizar de forma gratuita.
La mayoría de los edificios de Santa Catalina tienen forma de escaleras separadas que se abren directamente al patio exterior. Estos están llenos de habitaciones para estudiantes y espacio para oficinas. Hay poco espacio interior y tiene un ambiente minimalista y bastante austero, aunque cómodo. Las habitaciones para estudiantes son luminosas y espaciosas, y destacan por sus muros cortina acristalados. The Built Environment Trust y su rostro público, The Building Center, situaron en 2021 a los edificios del colegio entre los 90 edificios o espacios públicos más influyentes del Reino Unido de los últimos 90 años.

### Extensiones
El colegio fue ampliado por primera vez en 1983 por Knud Holscher, asistente de Jacobsen. También fue ampliada por Stephen Hodder en dos fases, la primera de 1994 a 1995 y la segunda de 2002 a 2005. La primera fase incluyó 54 habitaciones para estudiantes y la segunda fase incluyó 132 habitaciones para estudiantes, una nueva portería y cuatro salas de seminarios. Estos nuevos edificios forman un segundo quad llamado "New Quad" (en comparación con el "Old Quad" diseñado por Jacobsen), que se utiliza principalmente como alojamiento para estudiantes de segundo año.

### Edificio de posgrado
En 2017, Purcell Architects obtuvo el permiso de planificación para una nueva ampliación del colegio. Las instalaciones pretendían parecerse a los diseños originales de Jacobsen y se construyeron en el último espacio de desarrollo disponible de la universidad. Purcell consultó con Stephen Hodder al diseñar el centro. El Centro de Graduados de Ainsworth lleva el nombre de Roger Ainsworth, el anterior decano. La construcción comenzó en julio de 2018  y se completó en 2019. El centro abrió sus puertas en marzo de 2020 e incluye salas de seminarios y espacio para actividades académicas. También se amplió el alojamiento para graduados mediante la creación de tres nuevas escaleras separadas, que contienen 78 habitaciones individuales con baño privado y una nueva sala común. Esto se suma a las 42 habitaciones individuales, con baño compartido e instalaciones de cocina, situadas en St Catherine's House, que se encuentra fuera de la sede en Bath Street.